# Benno Plöchinger
Benno Plöchinger (* 7. März 1917; † 31. Jänner 2006) war ein österreichischer Geologe.

## Leben
Plöchinger erwarb 1938 seine Matura in Wien. Danach leistete er bis 1945 Wehrdienst und begann danach ein Studium der Geologie an der Universität Wien, die er 1949 mit der Promotion abschloss („Ein Beitrag zur Geologie des Salzkammergutes im Bereich von Strobl am Wolfgangsee bis zum Hang der Zwieselalm“). Ab 1949 war er bei der Geologischen Bundesanstalt (GBA) mit einer Festanstellung ab 1950. Er wurde 1982 pensioniert und er erhielt den Professoren-Titel. Er hielt in den 1980er Jahren Vorlesungen an der Universität Salzburg.
Benno Plöchinger galt als Spezialist für die nördlichen Kalkalpen. Plöchinger war bei der Geologischen Bundesanstalt von 1972 bis 1979 Abteilungsleiter für Oberösterreich und Salzburg.

## Ehrungen und Auszeichnungen
- 1963: Kardinal-Innitzer-Preis (für Die Klippen-Flyschfenster von St. Gilgen und Strobl)
- 1964: Theodor-Körner-Preis (für Forschungen im Himalaya)
- 1975: Ehrenzeichen für Wissenschaft und Kunst
- Ehrenmitglied der Österreichischen Geologischen Gesellschaft

## Schriften
- mit Siegmund Prey: Der Wienerwald. Redaktion: Wolfgang Schnabel, Gebr. Borntraeger (= Sammlung Geologischer Führer 59). 2. völlig neubearb. Aufl. 1993.
- Salzburger Kalkalpen (= Sammlung Geologischer Führer 73). Borntraeger 1983.
- mit Peter Karanitsch: Faszination Erdgeschichte mit Brennpunkt Mödling am Alpenostrand. Mödling, Heimatverlag 2002.
- Aus dem Leben der Erde. Rund um den Halleiner Salzberg (= Populärwissenschaftliche Veröffentlichungen der Geologischen Bundesanstalt). Wien 2006.